# Las Casas del Conde
Las Casas del Conde ist ein westspanischer Ort und eine Gemeinde (municipio) mit 63 Einwohnern (Stand: 2024) in der Provinz Salamanca in der Autonomen Gemeinschaft Kastilien-León. 

## Lage und Klima
Las Casas del Conde liegt etwa 95 Kilometer südsüdwestlich von Salamanca in einer Höhe von gut 720 m.
Das Klima ist gemäßigt bis warm; Regen (ca. 696 mm/Jahr) fällt hauptsächlich im Winterhalbjahr.

## Bevölkerungsentwicklung
| Jahr      | 1970 | 1981 | 1991 | 2001 | 2011 | 2021 |
| Einwohner | 256  | 134  | 111  | 84   | 65   | 64   |

Der Bevölkerungsrückgang seit den 1950er Jahren ist im Wesentlichen auf die Mechanisierung der Landwirtschaft, die Aufgabe von bäuerlichen Kleinbetrieben und den damit einhergehenden Verlust an Arbeitsplätzen zurückzuführen.

## Sehenswürdigkeiten
- Katharinakirche (Iglesia de Santa Catalina)

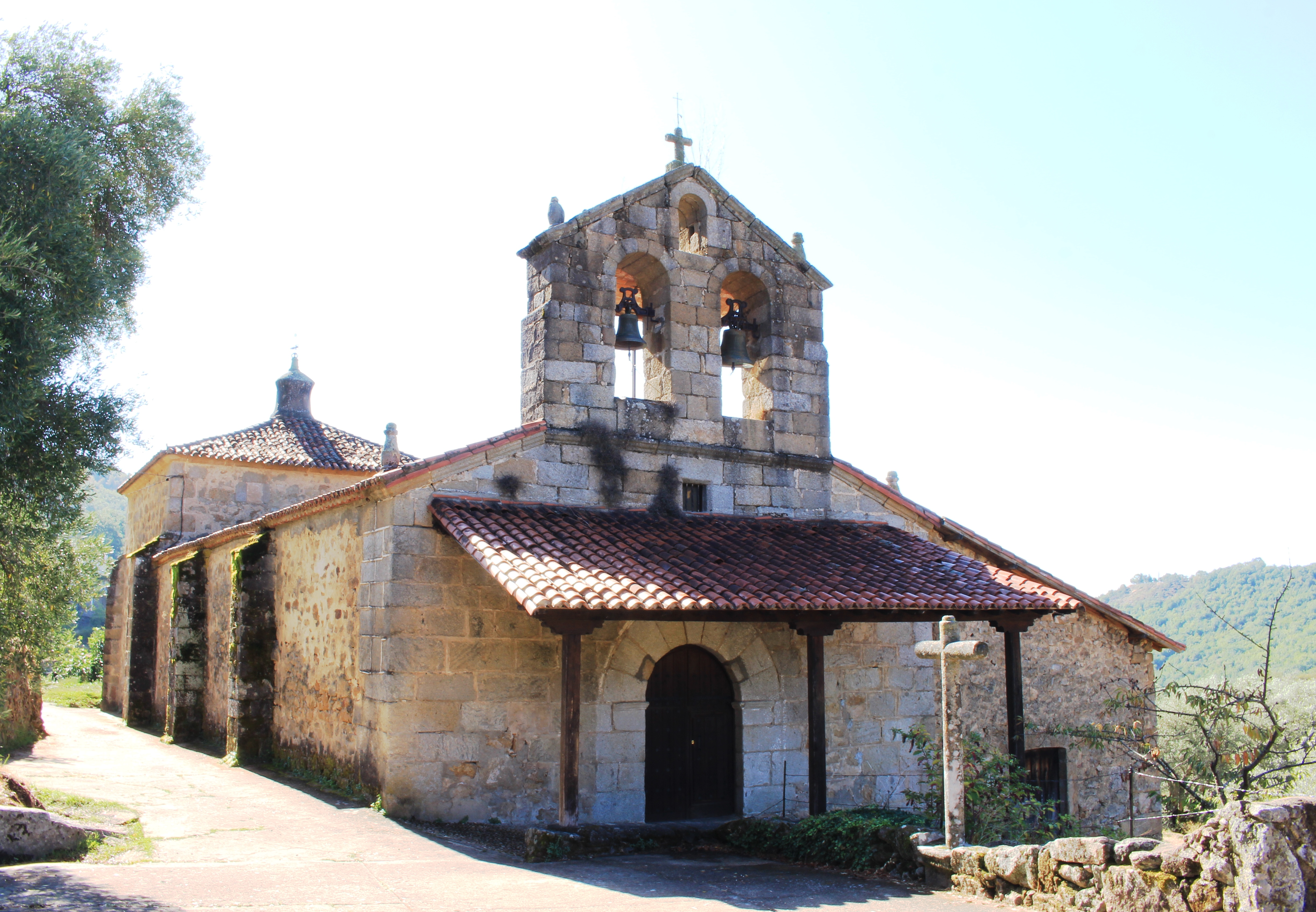
Katharinakirche
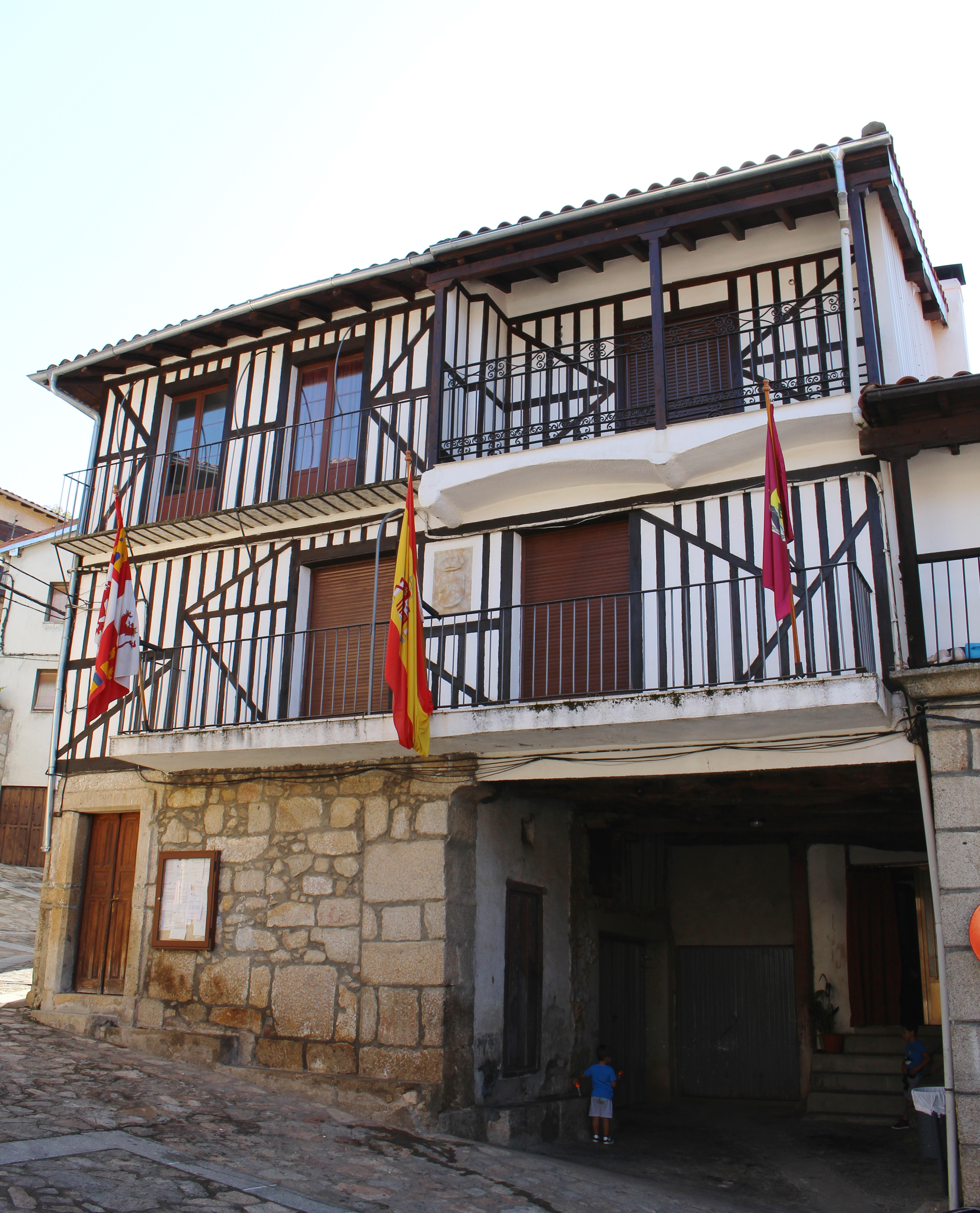
Rathaus